# Betty Paoli

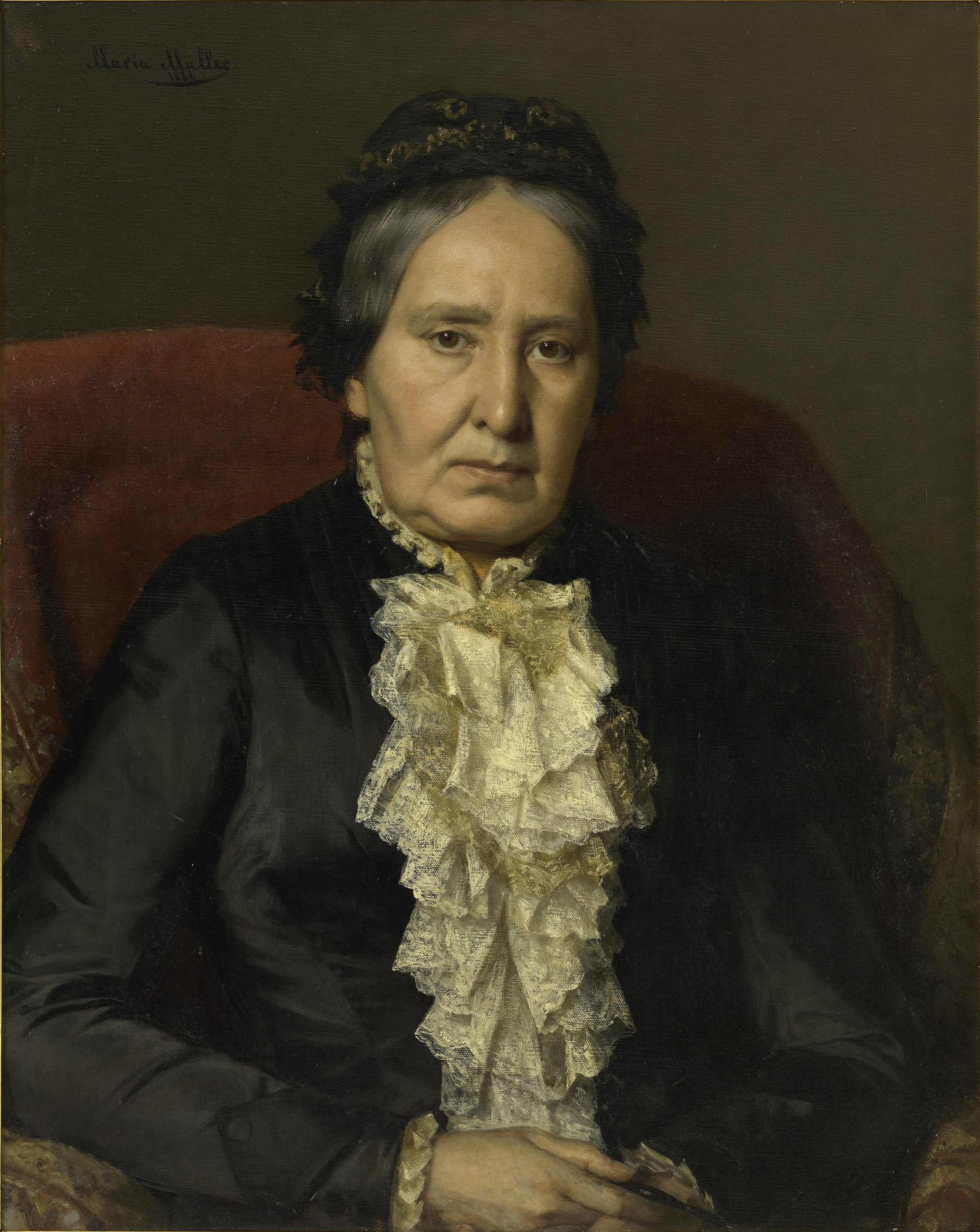
Betty Paoli, porträtiert von Marie Müller, 1886

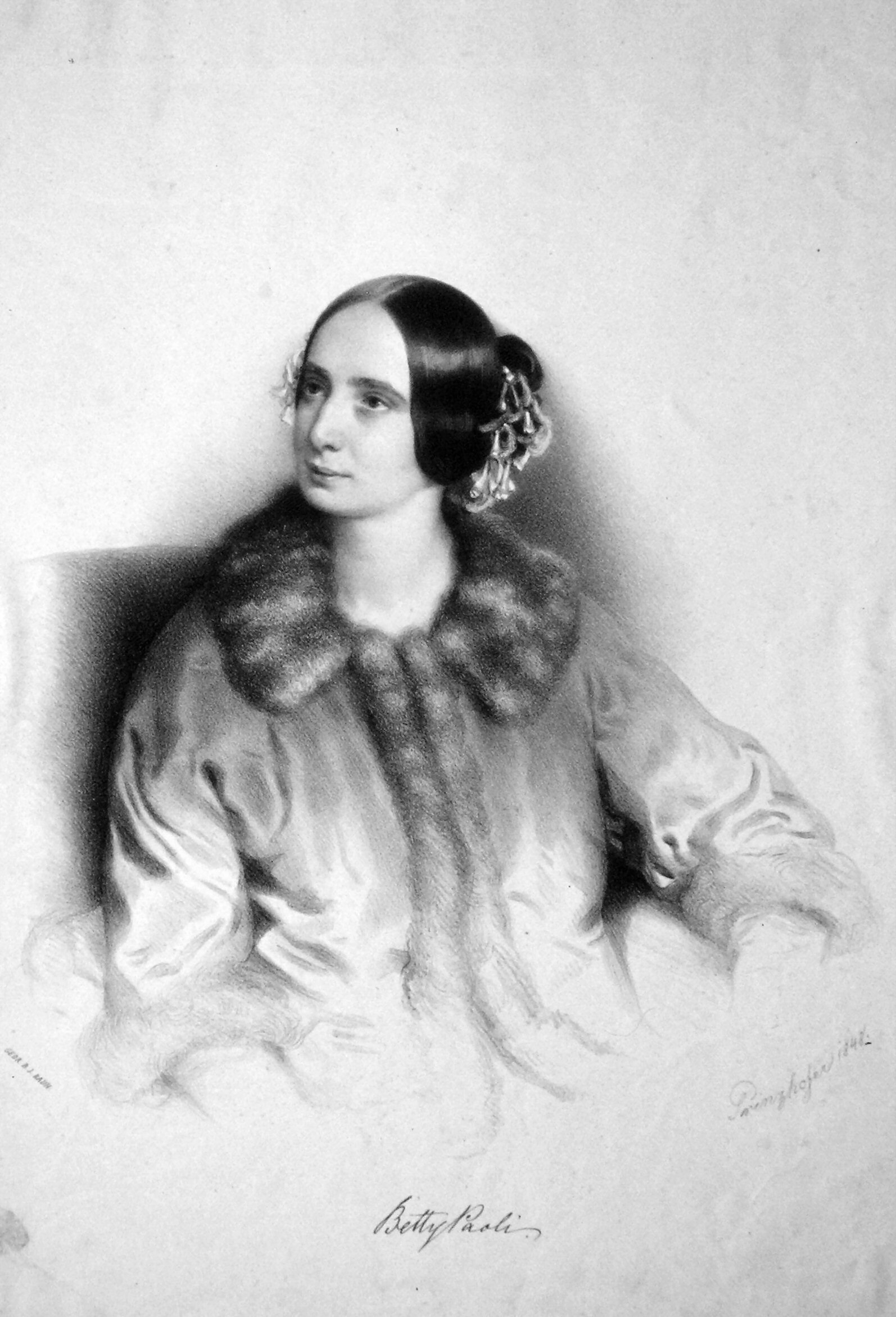
Betty Paoli, Lithographie von August Prinzhofer, 1847

Betty/Betti Paoli, auch: Betty/Betti Glück, eigentlich: Barbara Anna Glück (* 30. Dezember 1814 in Wien; † 5. Juli 1894 in Baden bei Wien) war eine österreichische Lyrikerin, Novellistin, Journalistin und Übersetzerin.

## Leben
Betty Paoli ist das Pseudonym von Barbara Elisabeth (Anna) Glück, die offiziell eine Tochter des Militärarztes Anton Glück war. Wie allerdings Marie von Ebner-Eschenbach mehreren Personen vertraulich mitteilte, war Paoli eine leibliche Tochter des Fürsten Nikolaus von Esterházy aus Ungarn. Ihre in Belgien gebürtige leibliche Mutter Theresia Grünnagel erbte zwar ein Vermögen, verlor aber später ihr Eigentum aufgrund von Spekulationen. Paoli erhielt zunächst eine gute Ausbildung, musste aber nach dem frühen Tod des Vaters und dem Verlust des Vermögens der Mutter mit 16 Jahren ihren Lebensunterhalt selbst verdienen, zunächst als Erzieherin in Russland und Polen. 1830 starb ihre Mutter. 1841 wurde Betty Paoli Partnerin im Haus des Philanthropen Josef Wertheimers (bis 1843). Dort lernte sie Adalbert Stifter, Franz Grillparzer, Nikolaus Lenau, Leopold Kompert, Hieronymus Lorm, Ernst von Feuchtersleben und Ottilie von Goethe kennen. Ihr erstes Buch, Gedichte, war Nikolaus Lenau gewidmet. Von 1843 bis zu deren Tod 1848 war sie Gesellschaftsdame der Fürstin Maria Anna Schwarzenberg. Mit dieser bereiste sie Holland und Deutschland, wo sie Bettina von Arnim besuchte. Im Jahr 1843 verbrachte Betty Paoli mehrere Monate in Venedig, wo sie sich kunsthistorisch bildete. Nach dem Tod der Fürstin versuchte Paoli in Deutschland als Journalistin Fuß zu fassen, kehrte aber Anfang der 1850er Jahre nach Wien zurück und arbeitete weiterhin als Gesellschafterin.

Ihre ersten Gedichte erschienen 1832/33 in Prager und Wiener Zeitungen, anfangs noch unter dem Namen Betti/Betty Glück. Nach der Rückkehr nach Wien arbeitete sie als Sprachlehrerin. Seitdem hat sie unter dem Pseudonym Betty Paoli ihre Werke veröffentlicht. Sie übersetzte die Werke von Alexander Puschkin und Iwan Turgenjew. 1845 schrieb sie die Gedichte Romanzero, die Bettina von Arnim gewidmet waren, und 1850 Neue Gedichte. Von 1855 bis zu ihrem Tod lebte sie als freie Schriftstellerin im Haus ihrer Freundin Ida Fleischl, der Mutter des Physiologen Ernst Fleischl von Marxow, in Wien. Ihre enge Beziehung zu der jüdischen Familie Fleischl (später geadelte als Fleischl von Marxow) führte zu der Annahme, Betty Paoli stamme selbst aus einer jüdischen Familie.

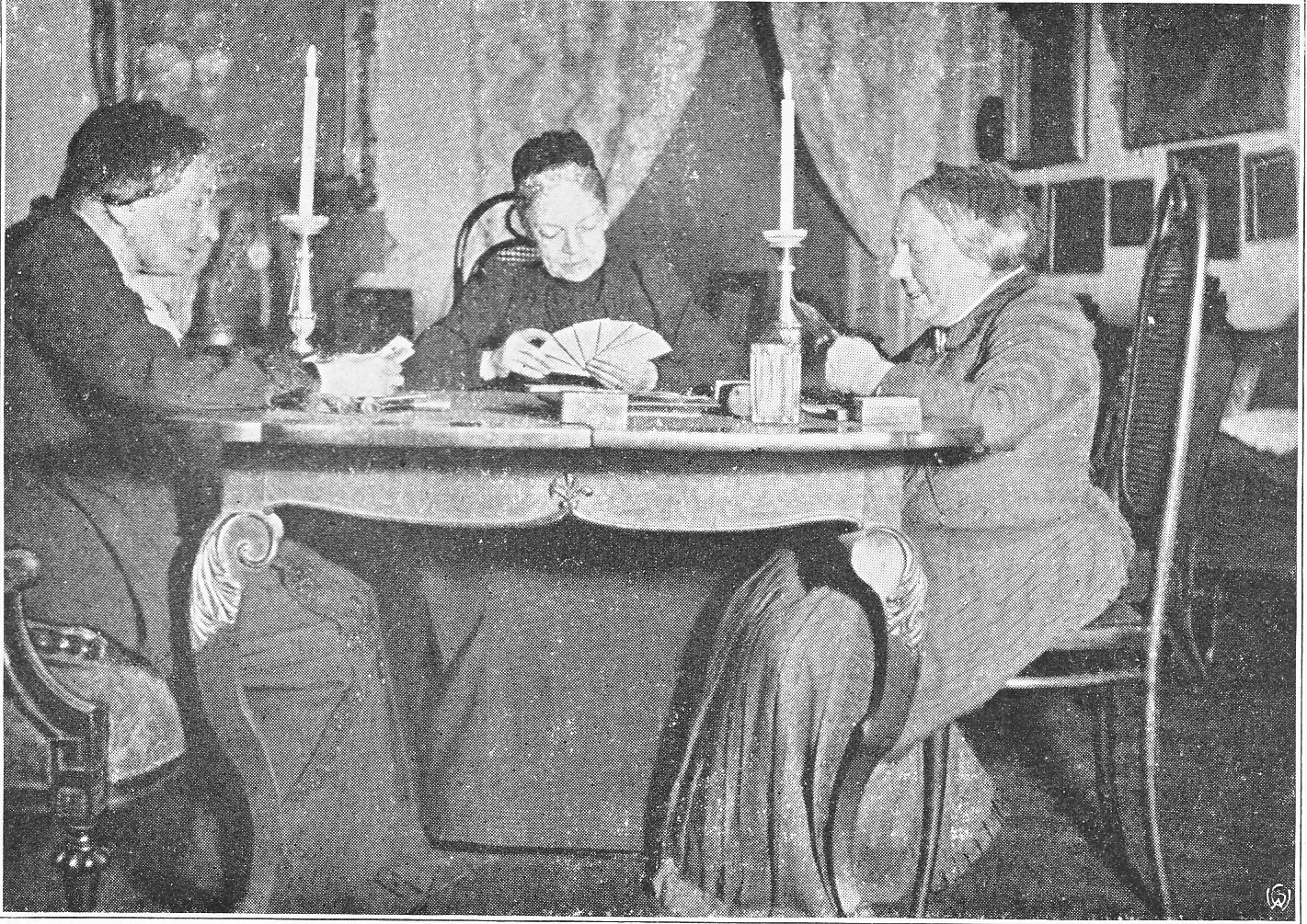
Betty Paoli, Marie Ebner von Eschenbach und Ida Fleischl von Marxow beim Kartenspiel (von links nach rechts).

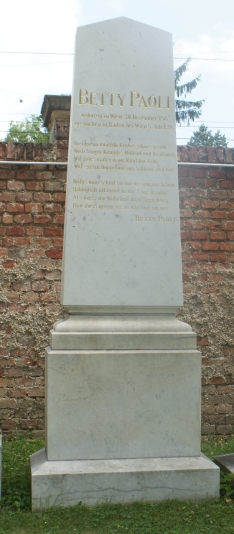
Grabstätte von Betty Paoli

Paoli arbeitete als Journalistin für die Zeitungen Lloyd, Die Presse sowie Wiener Zeitung und verfasste Theater-, Buch- und Ausstellungskritiken. In der Zeit der Direktion Heinrich Laubes war sie (unter dem Namen Branitz) als Übersetzerin französischer Salonstücke für das Burgtheater tätig. Paoli und Fleischl-Marxow wurden später kunstkritische Beraterinnen der Schriftstellerin Marie Ebner von Eschenbach.
Mit einfühlsamen Gedichten und kritischen Aufsätzen wurde Betty Paoli zu einer wichtigen Figur der frühen Frauenbewegung. Ihre Gedichte fanden bei ihren Zeitgenossen höchste Anerkennung. Adalbert Stifter urteilte über ihren Gedichtband Nach dem Gewitter: „Das Weib ist durch und durch Genie, und es fehlt nur noch an Ruhe und Besonnenheit“. Für Grillparzer war sie „der erste Lyriker Österreichs“, für Hieronymus Lorm 1847 die „größte deutsche Dichterin“. Sie veröffentlichte auch mehrere Novellen und war eine begabte Essayistin.
Am 15. September 1872 wurde das Wiener Stadttheater mit einem von Paoli verfassten und von Rosa Frauenthal (1852–1912) vorgetragenen Prolog eröffnet.
Wegen eines sie seit Jahren quälenden Nervenleidens hatte sich Fräulein Betty Paoli-Glück, Private, samt Dienstmädchen, am 21. Mai 1894 in das (ihr seit 1836 vertraute) Baden zur Kur begeben. In der Albrechtsgasse 23, unweit von Schloss Weilburg, bewohnte sie (in den Saisonen seit 1892) bei Zimmer, Küche, Kabinett einen Gartentrakt, in dem sie im Alter von 78 Jahren in den Morgenstunden des 5. Juli 1894, bereits in Agonie, einer Herzlähmung erlag.
Paoli ruht in einem Ehrengrab auf dem Wiener Zentralfriedhof (Gruppe 0, Reihe 1, Nummer 15). Beim Leichenbegängnis am 7. Juli 1894 wurden unter anderem von Ferdinand von Saar (1833–1906) und Ottilie Bondy (1832–1921) Nachrufe vorgetragen.
1930 wurde der Paoliweg in Wien-Hietzing nach ihr benannt.
Die ersten Gedichte von Betty Paoli tragen den Namen Gedichte (1841), folgend Neue Gedichte (1850), Lyrisches und Episches (1855), Neueste Gedichte (1870) und Letzte Gedichte (1895). 
Ein Sonett aus den Neuesten Gedichten:
Bruch der Freundschaft.
Nessun maggior dolore.
Ob auch nur schwer, doch läßt es sich verwinden,
Wenn Liebe ihren flücht'gen Schwur uns bricht.
Wie sollten mit dem Lebensfrühling nicht
Auch seine Düfte und sein Glanz verschwinden?
Ich weiß ein bänger, schmerzlicher Empfinden:
Der Freundschaft, die einst uns'rer Seele Licht,
Zu starren in das todte Angesicht,
Und wieder einsam sich im All zu finden.
Was sonst dein Herz an Freuden auch verlor,
Verglichen mit so ungeheuerm Wehe,
Schnellt jedes anderen Schale hoch empor!
Dort ward doch nur Vergängliches zerschlagen;
Hier starb ein Göttliches, und schaudernd sehe
Ich die Vernichtung sich an Ew'ges wagen.
Im Jahre 2024 legte die Literaturwissenschaftlerin Karin S. Wozonig eine umfassende Biografie mit neuen Fundstücken und Erkenntnisse vor.

## Werke (Auswahl)
- Gedichte. S. n., Pesth 1841.
- Nach dem Gewitter. Gedichte. Gustav Heckenast, Pesth 1843.
  - Zweite, um die Hälfte vermehrte Auflage. (Zweiter Band der Gedichte). Gustav Heckenast, Pesth 1850: —. (Online bei ALO).
- Die Welt und mein Auge. Novellen. Drei Bände. Gustav Heckenast, Pesth 1844.
  - Band 1. – Volltext online
  - Band 2. – Volltext online
  - Band 3. – Volltext online
- Romancero. (Epische Gedichte). Wigand, Leipzig 1845. – Volltext online.
- Neue Gedichte. Heckenast, Leipzig 1850.
  - Zweite vermehrte Auflage, Heckenast, Pest 1856. – Volltext online.
- Lyrisches und Episches. Gustav Heckenast, Pesth 1855. – Volltext online.
- Wien’s Gemälde-Galerien in ihrer kunsthistorischen Bedeutung. Gerold, Wien 1865. – Volltext online.
- Julie Rettich – ein Lebens- und Charakterbild. Sommer, Wien 1866. (Online bei ALO).
- Feuilleton. Die neue Hauptstadt Italiens. In: Neue Freie Presse, Morgenblatt, Nr. 2473/1872, 15. Juli 1871, S. 1 ff. (online bei ANNO).
- Neueste Gedichte. Gerold, Wien 1870. (Online bei PGDA).
- Théodore de Banville, — (Übers.): Gringoire. Rosner, Wien 1872.[14]
- Feuilleton. In Sachen der Poesie. In: Neue Freie Presse, Morgenblatt, Nr. 2678/1872, 7. Februar 1872, S. 1 ff. (online bei ANNO).
- Grillparzer und seine Werke. Cotta, Stuttgart 1875. – Volltext online (PDF; 3,5 MB).
- —, Helene Bettelheim-Gabillon (Hrsg.): Betty Paolis gesammelte Aufsätze. Schriften des Literarischen Vereins in Wien, Band 9. Verlag des Literarischen Vereins in Wien, Wien 1908. (Online bei ALO).
- —, Stefan Hock: Briefe Betty Paolis an Leopold Kompert. In: Karl Glossy (Hrsg.): Jahrbuch der Grillparzer-Gesellschaft. Band 18.1908, ZDB-ID 2557-4. Konegen, Wien 1908, S. 177–209. (Online bei ALO).
- —, Eva Geber (Hrsg.): Was hat der Geist denn wohl gemein mit dem Geschlecht? Mandelbaum-Verlag, Wien 2001, ISBN 3-85476-050-7.
- „Ich bin nicht von der Zeitlichkeit!“. Ausgewählte Werke. Hrsg. und mit einem Nachwort von Karin S. Wozonig. Residenz Verlag, Wien 2024, ISBN 978-3-7017-1797-2.

### Online-Texte
- Werke von Betty Paoli bei Zeno.org.
- Kurzbiografie und einige Gedichte bei Wortblume
- Textauszüge, biographische Informationen etc.
- (Alle) Gedichte von Betty Paoli. In: Christian Richter (Red.): Die Deutsche Gedichte-Bibliothek, abgerufen am 4. Juni 2012.